# Carlos Antonio Thesaunis
Carlos Antonio Thesaunis fue un jesuita y jurista de Italia nacido en 1587.

## Biografía
Carlos Antonio fue un jesuita natural de Turín que ingresó en la Compañía de Jesús a la edad de 30 años, siendo ya doctor en ambos derechos.
Carlos Antonio enseñó públicamente derecho, y en la Compañía de Jesús enseñó teología moral y fue penitenciario pontificio en la Santa Sede.

## Obra
- De Censuris Ecclesiasticis practicas resolutiones, Roma, por Luis Griguau, en 4º.